# Centro histórico de Oporto
La ciudad de Oporto, construida en las colinas que dominan la desembocadura del río Duero, es un ejemplo de paisaje urbano con más de diez siglos de historia. Su crecimiento continuo, ligado siempre al mar (de ahí proviene su nombre, fue su puerto el principal equipamiento que fomentó el desarrollo de la ciudad) puede ser visto en numerosos monumentos, de la Catedral con su coro románico, al neoclásico Palacio de la Bolsa o a la típicamente portuguesa iglesia de Santa Clara, en estilo manuelino. 
El centro histórico de Oporto fue declarado Patrimonio de la Humanidad por la Unesco en 1996. También se incluyen en esta denominación las murallas de la ciudad.

## Centro monumental
La zona clasificada por la Unesco como Patrimonio de la Humanidad incluye la parte del centro de la ciudad en la ruta de la antigua Muralla Fernandina y algunas zonas limítrofes de similares características, como la zona ribereña de Vila Nova de Gaia, donde se encuentran las bodegas de Vino de Oporto, un total de cerca de 49 hectáreas. Los monumentos más destacados de esta zona son:
| - Antiguo Club Inglés - Cárcel y Tribunal de Apelaciones (Cadena de Relação) - Capilla dos Alfaiates - Capilla de Nossa Senhora da Silva - Capilla del Senhor dos Passos - Capilla de Nossa Senhora do Ó - Capilla de las Almas - Casa de Beco dos Redemoinhos - Casa de Cabido - Casa del Despacho de la Orden Terceira de São Francisco - Casa del Infante - Casa dos Maias - Casa de la Rua de D. Hugo n.° 5 - Casa de la Rua da Reboleira, n.º 59 - Casa da Rua de São Miguel, n.° 4 - Catedral - Chafariz de San Miguel - Chafariz da Colher - Fuente de la Rua Escura - Fuente de la Rua de São João - Fuente de la Rua das Taipas - Fuente das Virtudes - Edificio de la Rua das Taipas, 76 - Estación de Porto-São Bento - Estatua de Pedro IV - Factoría Inglesa - Iglesia da Misericórdia do Porto - Iglesia de Nossa Senhora do Patrocínio (Recolhimento do Ferro) - Iglesia de Nossa Senhora da Vitória |  | - Iglesia de la Orden del Santo Rosario - Iglesia de Santa Clara - Iglesia de San Ildefonso - Iglesia de São Bento da Vitória - Iglesia de San Francisco - Iglesia de São João Novo - Iglesia de São José das Taipas - Iglesia de São Lourenço o Iglesia dos Grilos - Iglesia de São Nicolau - Iglesia y Torre de los Clérigos - Mercado Ferreira Borges - Monumento al Infante Don Henrique - Monasterio de la Sierra del Pilar (en Vila Nova de Gaia) - Muralla Primitiva - Muralhas Fernandinas - Museo de Guerra Junqueiro - Ourivesaria Cunha - Palacio Episcopal - Palacio de la Bolsa - Palacio de São João Novo - Ponte Pênsil - Puente de Alminhas - Puente Luís I - Praça da Ribeira - Restaurante Comercial - Antigua Casa da Câmara - Teatro Nacional de São João - Torre da Rua de Baixo - Torre da Rua de Don Pedro Pitões |

## Galería

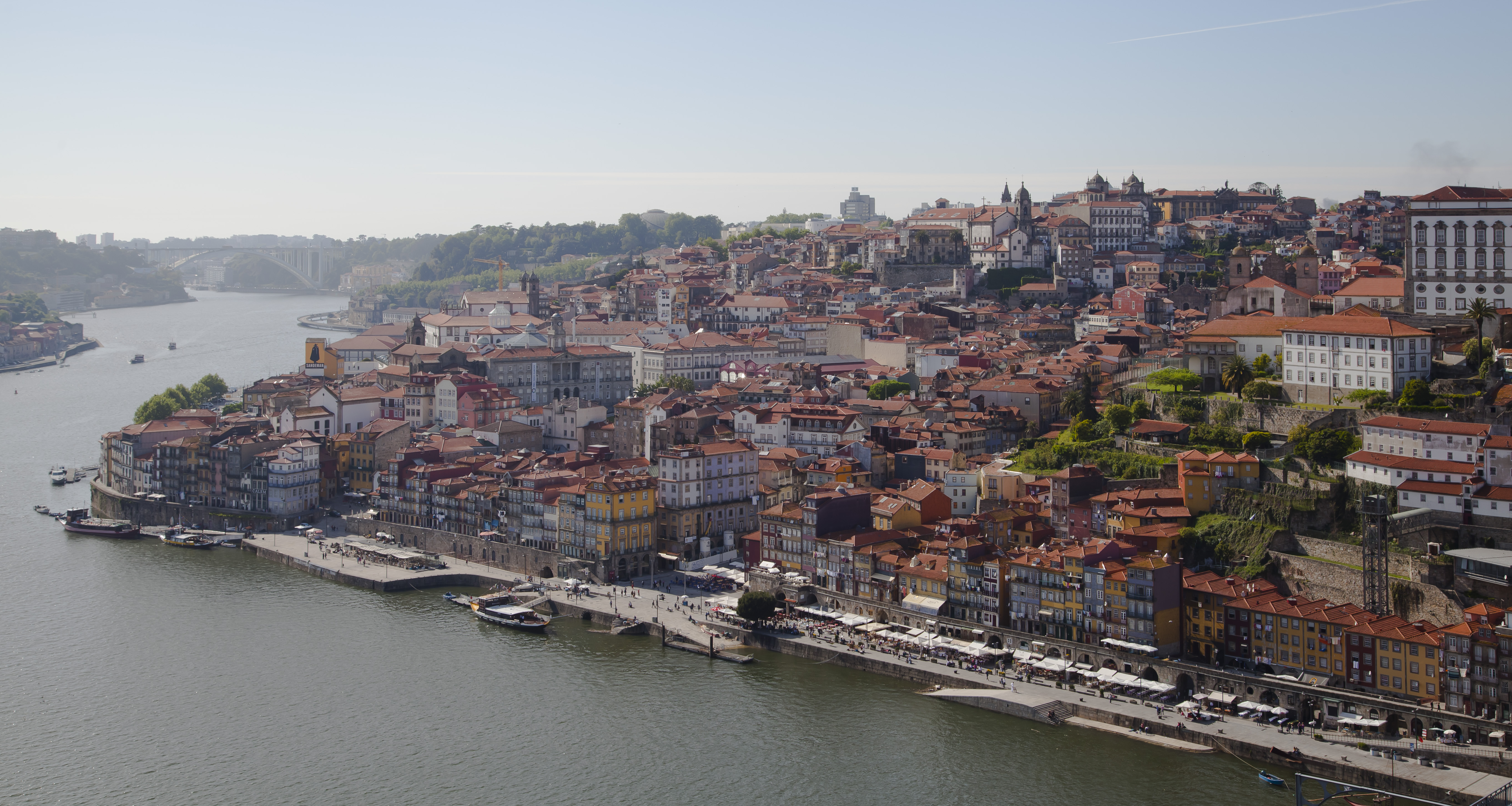
Vista general.
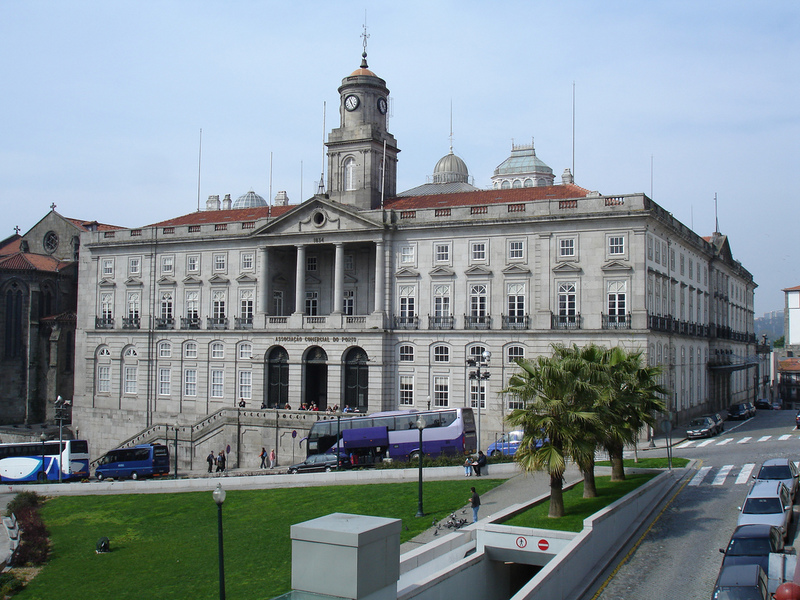
Bolsa de Valores de Oporto.
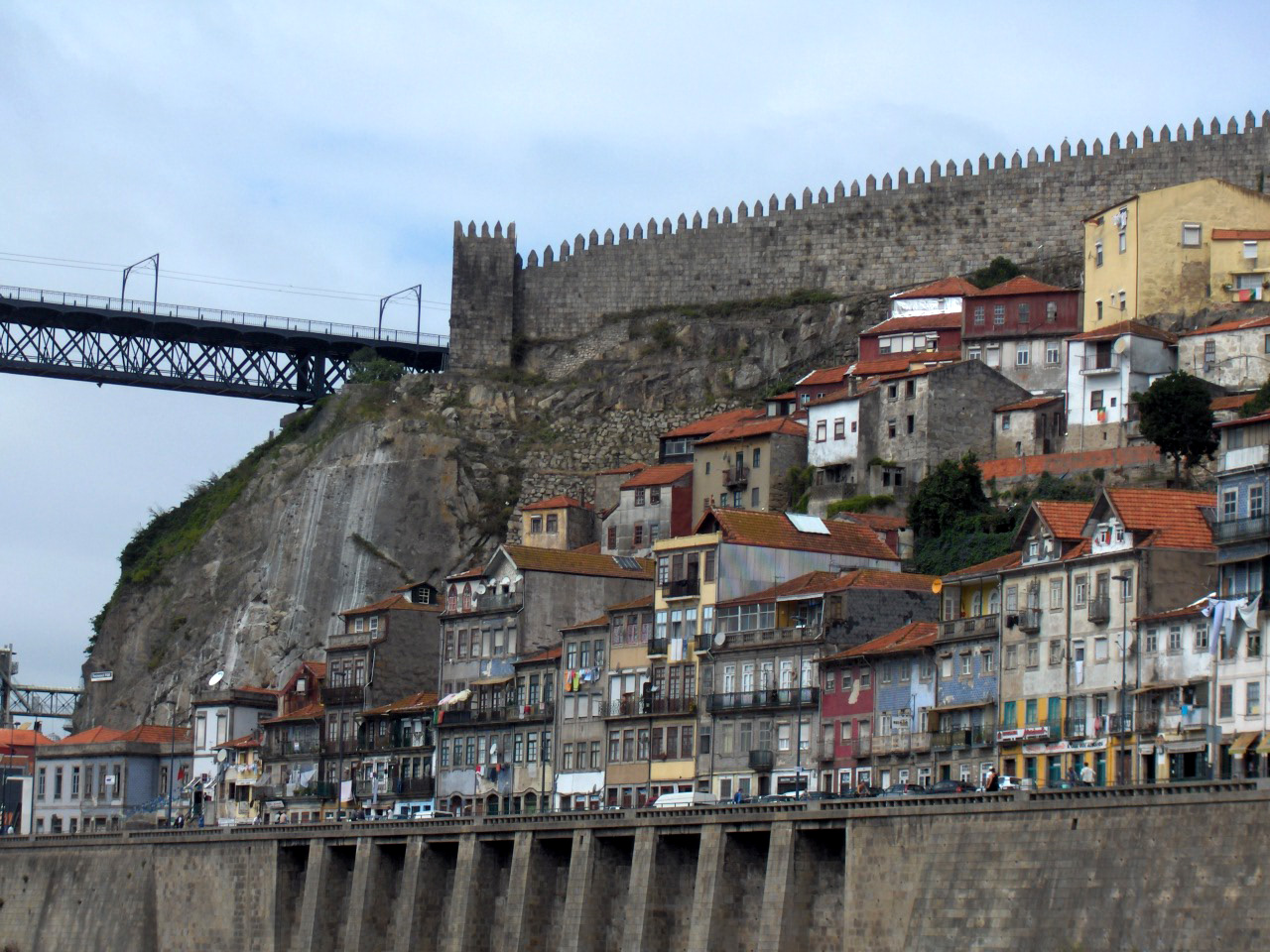
Vista de las Murallas Fernandinas desde el río Duero.
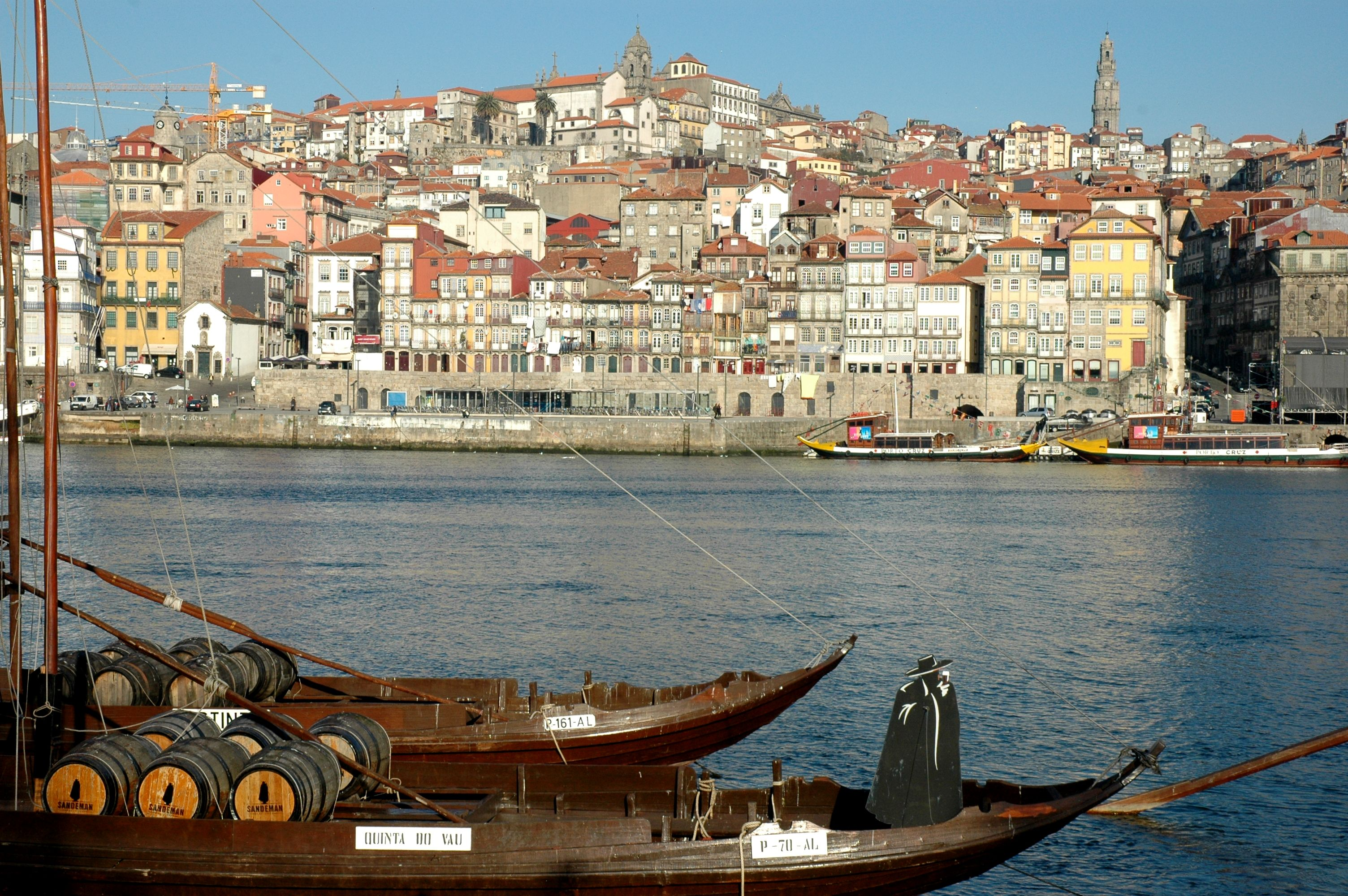
La Ribeira vista de Vila Nova de Gaia.
Centro histórico de Oporto.
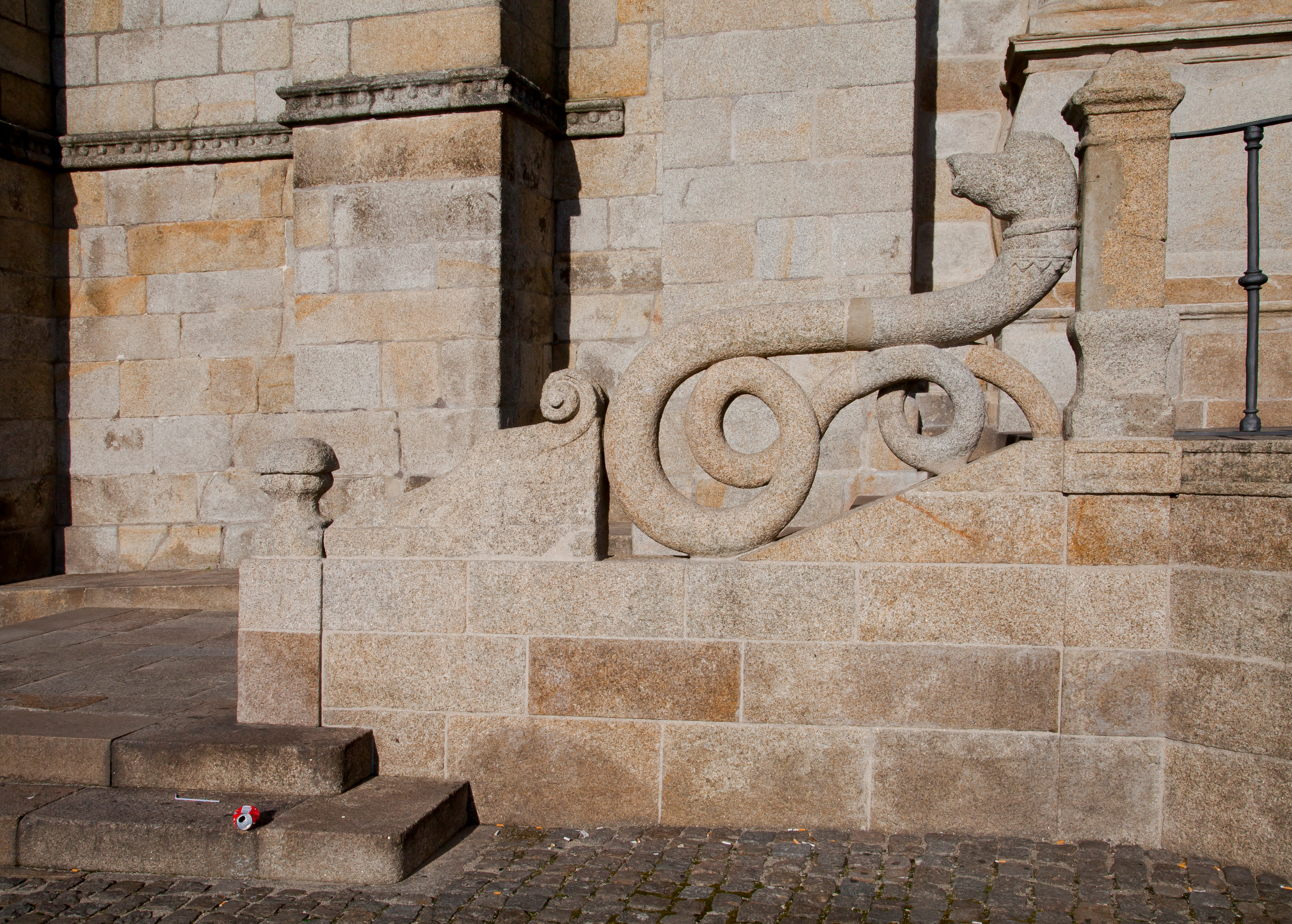
Detalle de la entrada de la catedral.
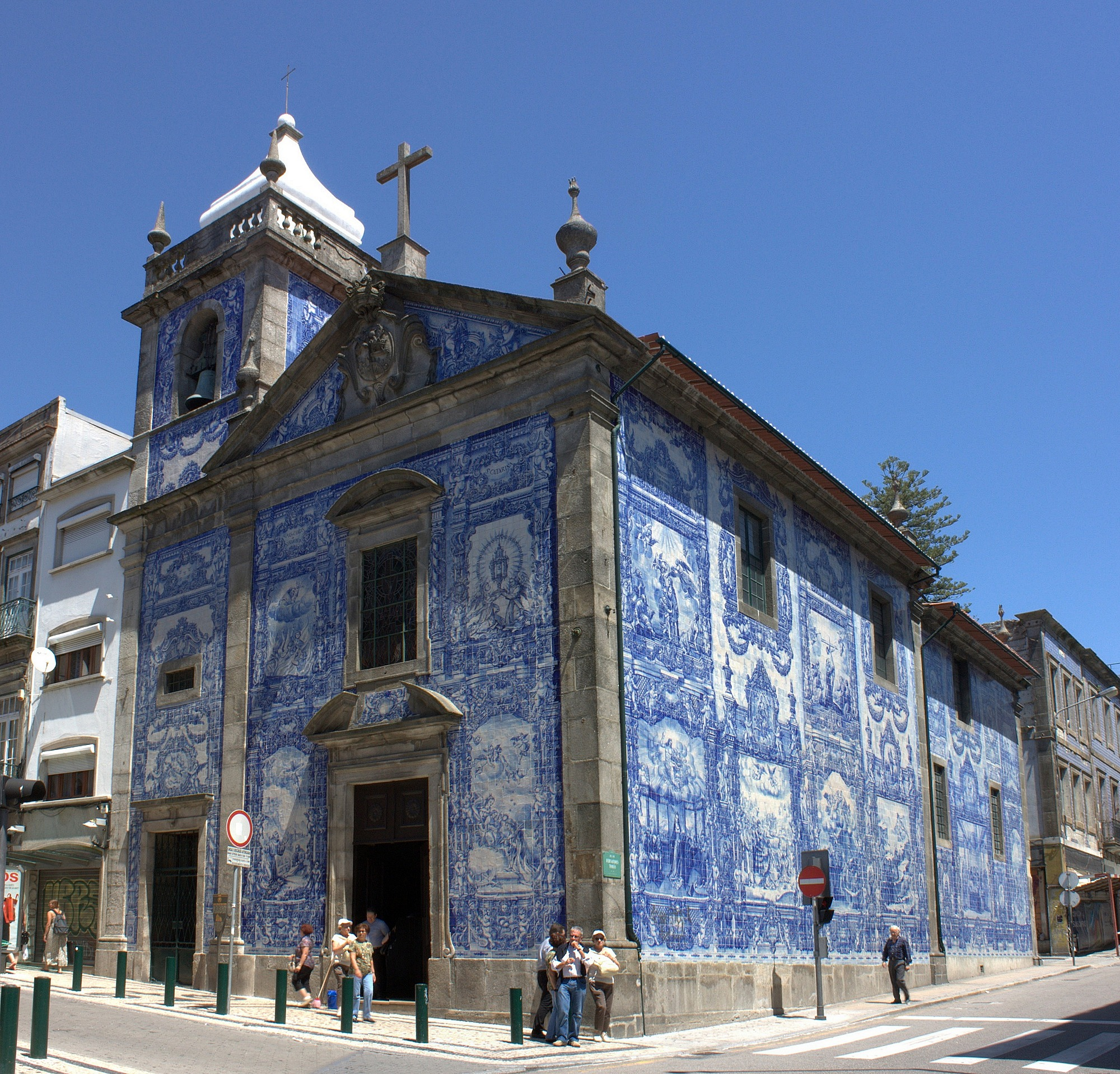
Capilla de las Almas
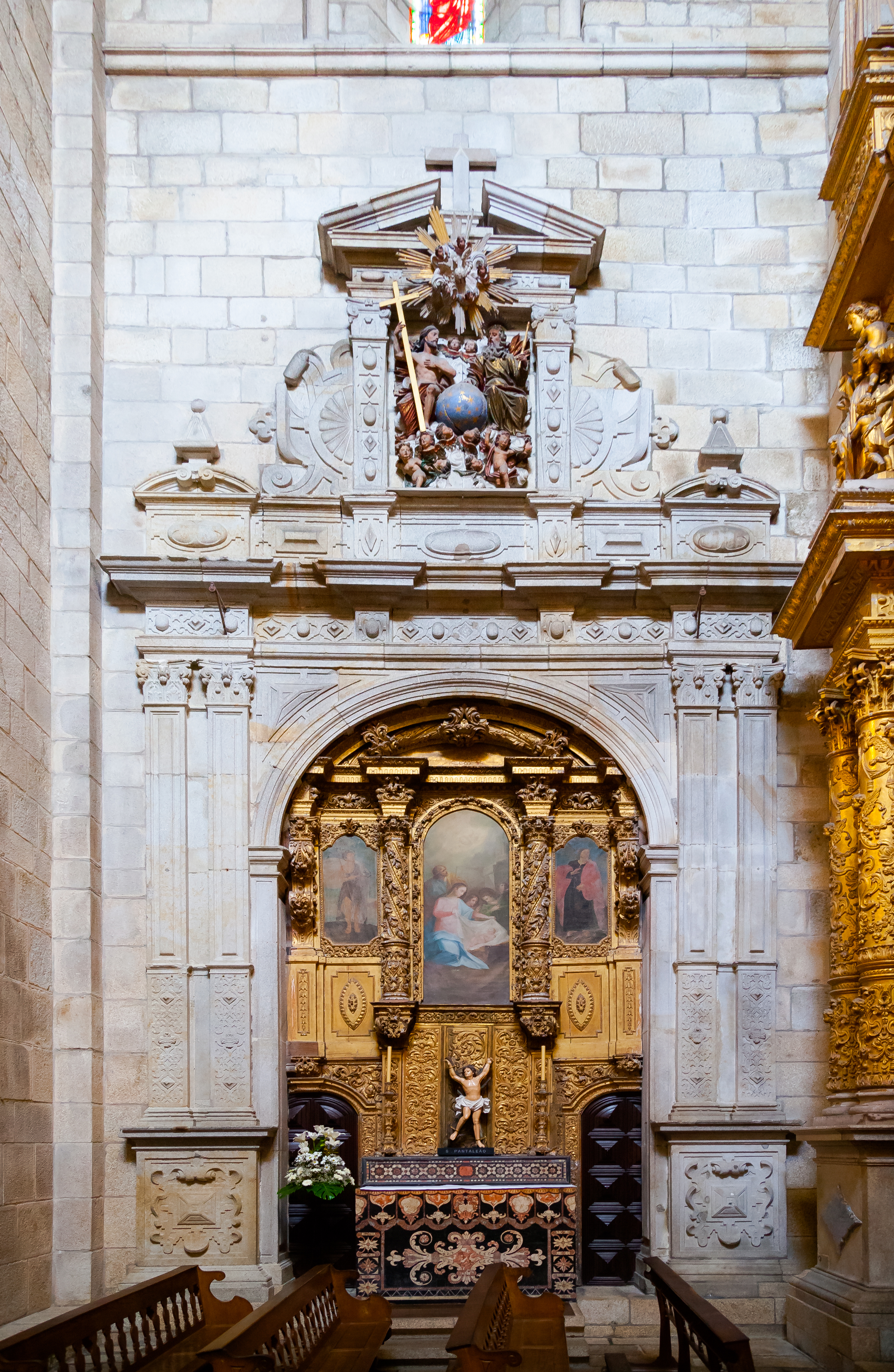
Interior de la catedral.
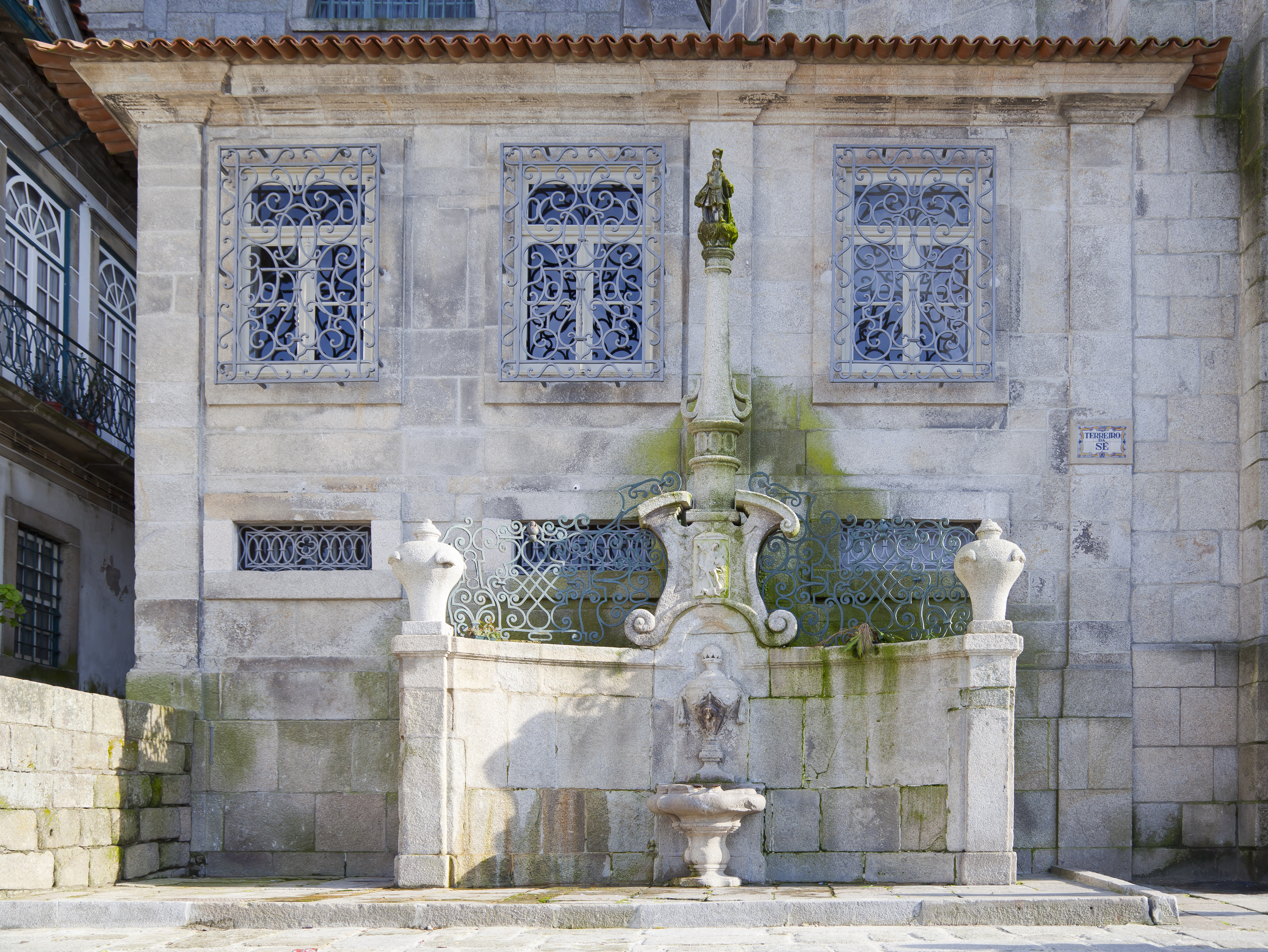
Chafariz de San Miguel.
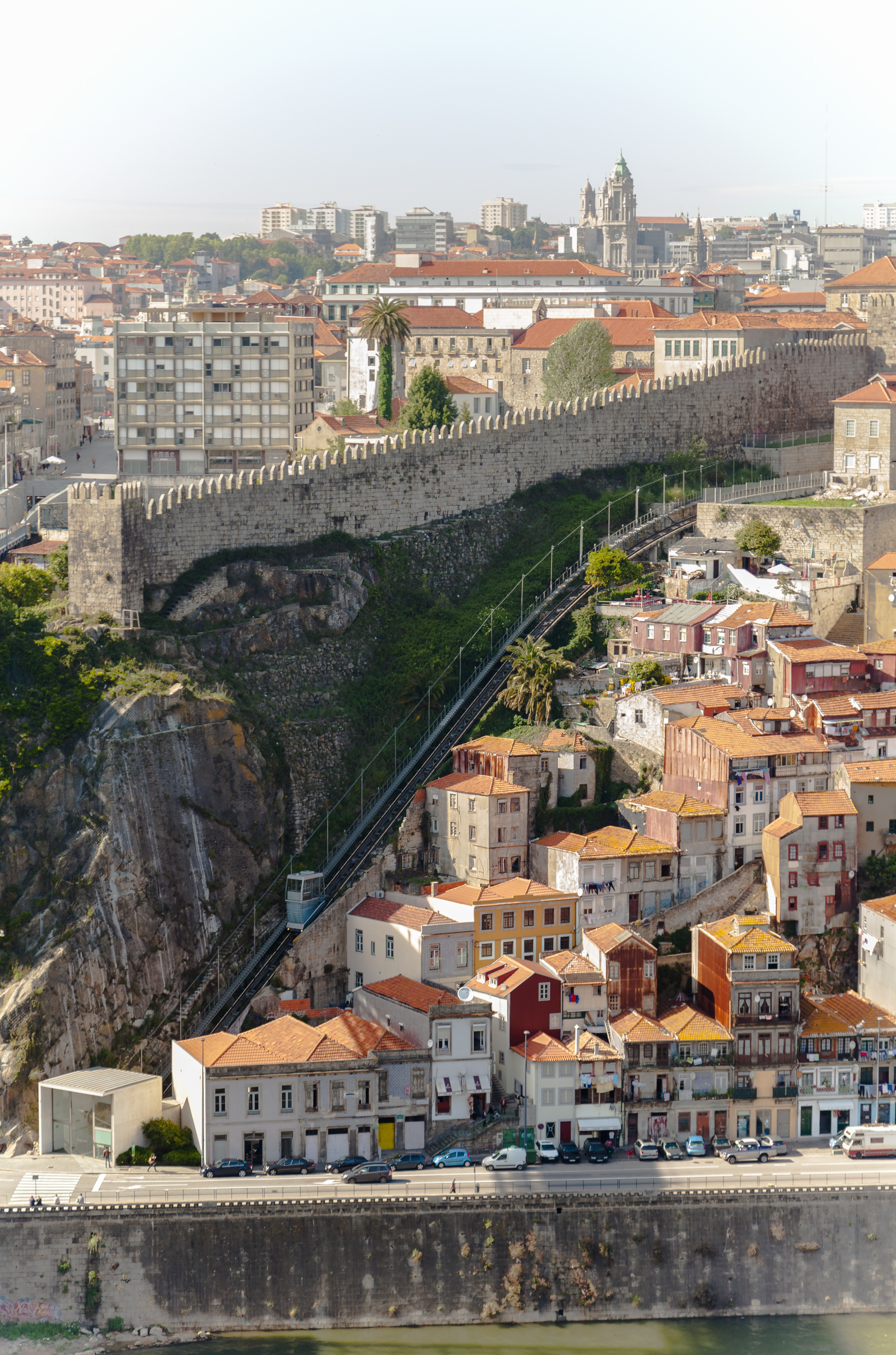
Muralla Fernandina.
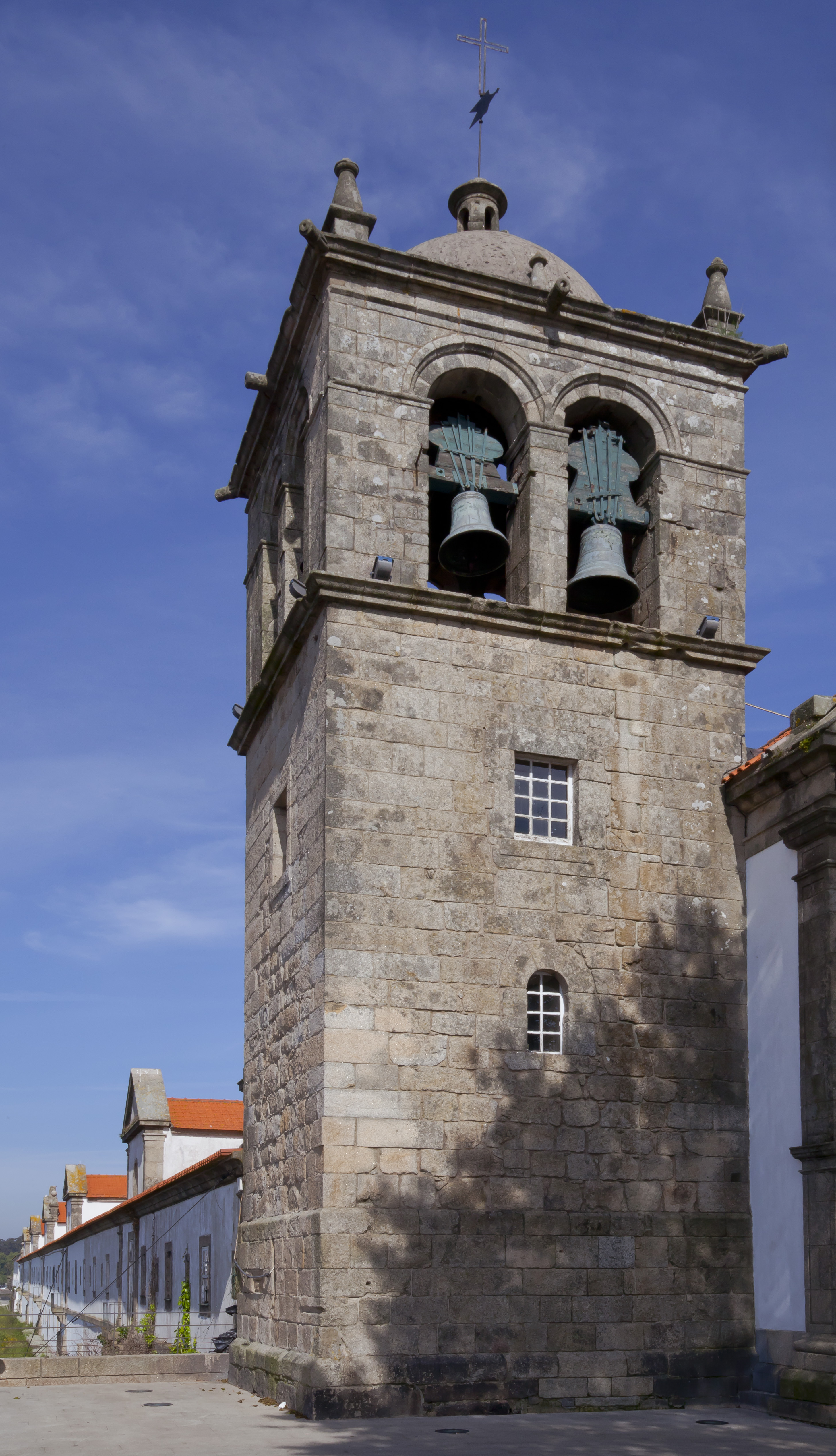
Iglesia Serra do Pilar.
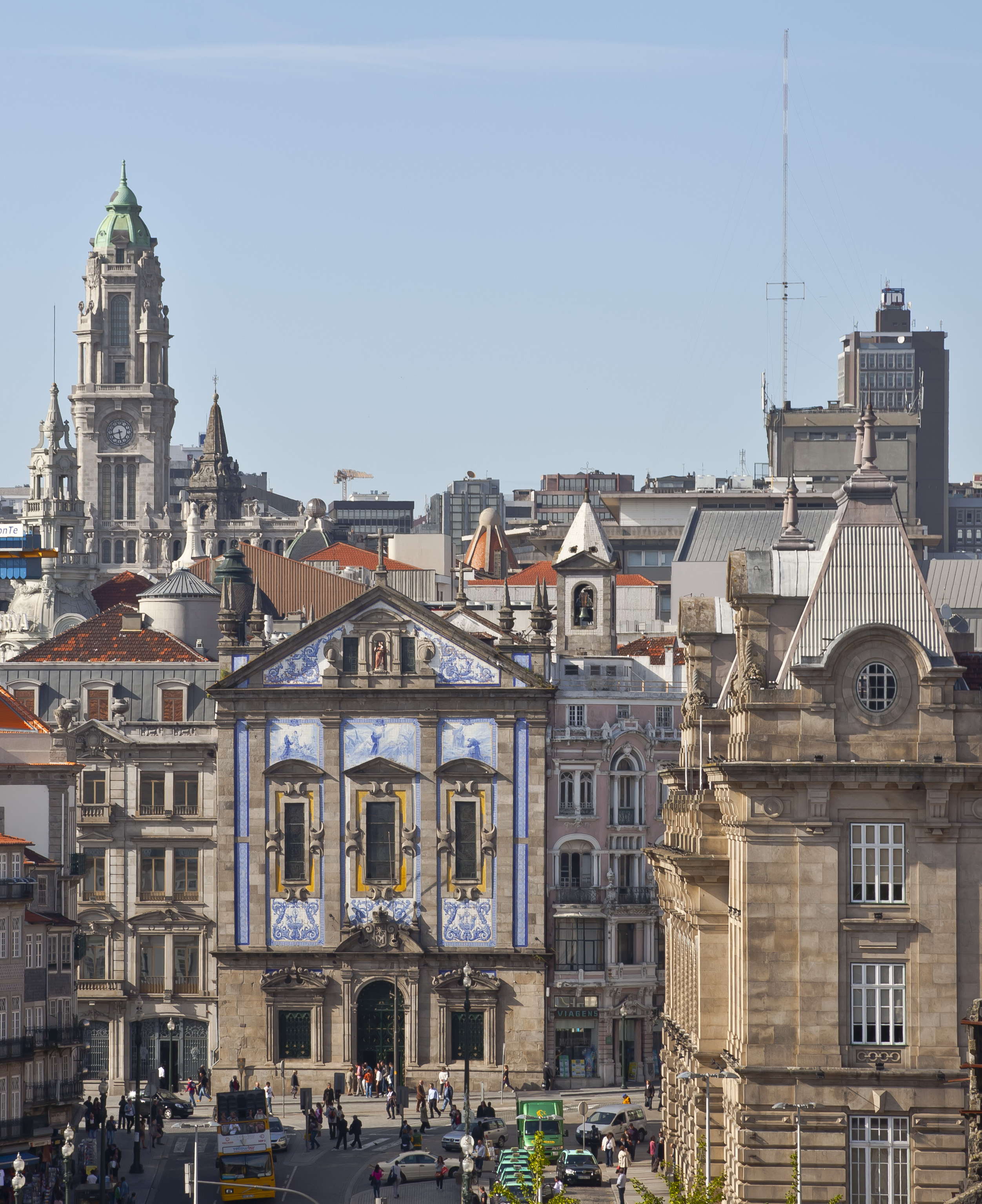
Iglesia de los Congregados.
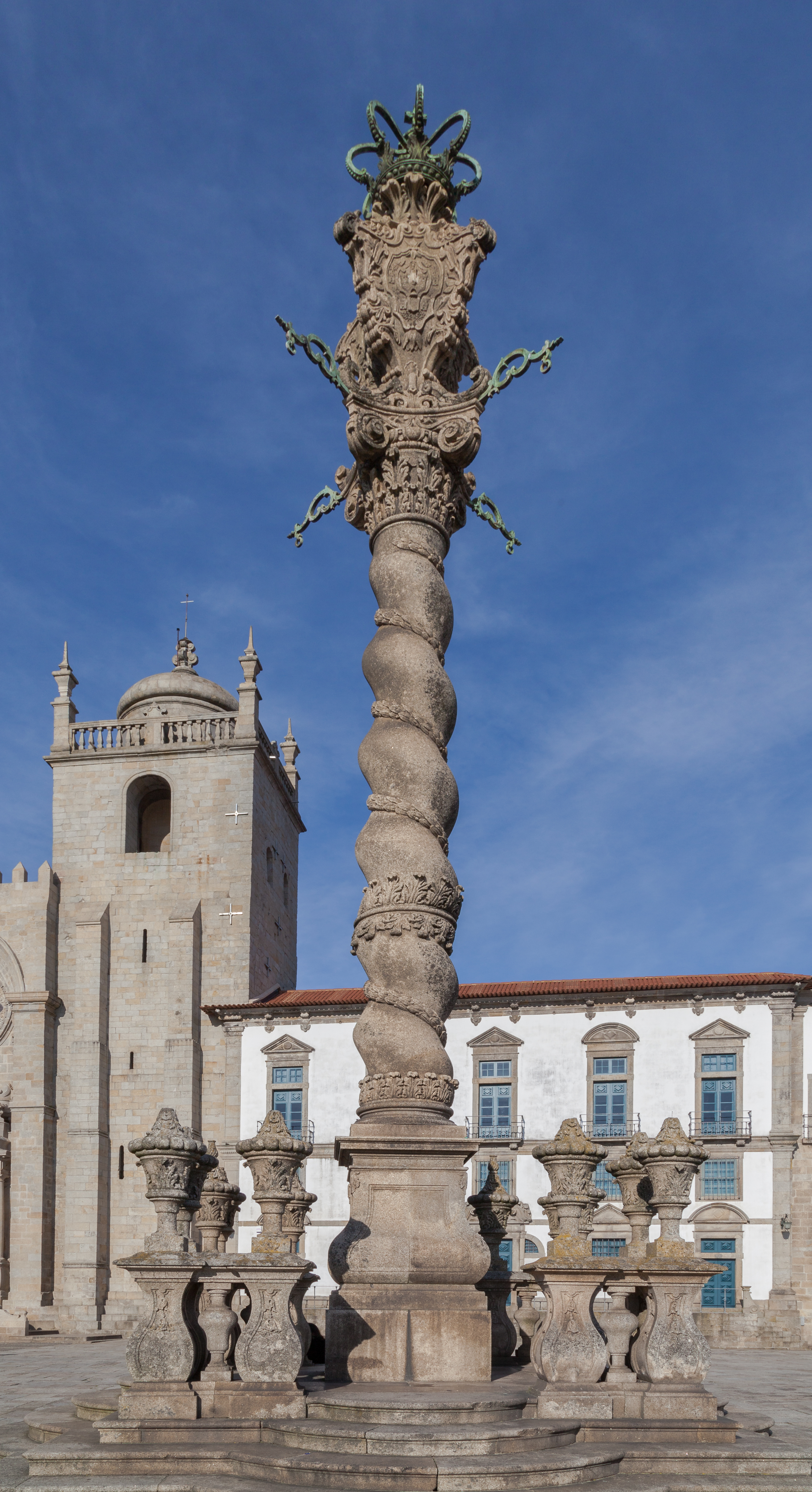
Pelourinho do Porto.
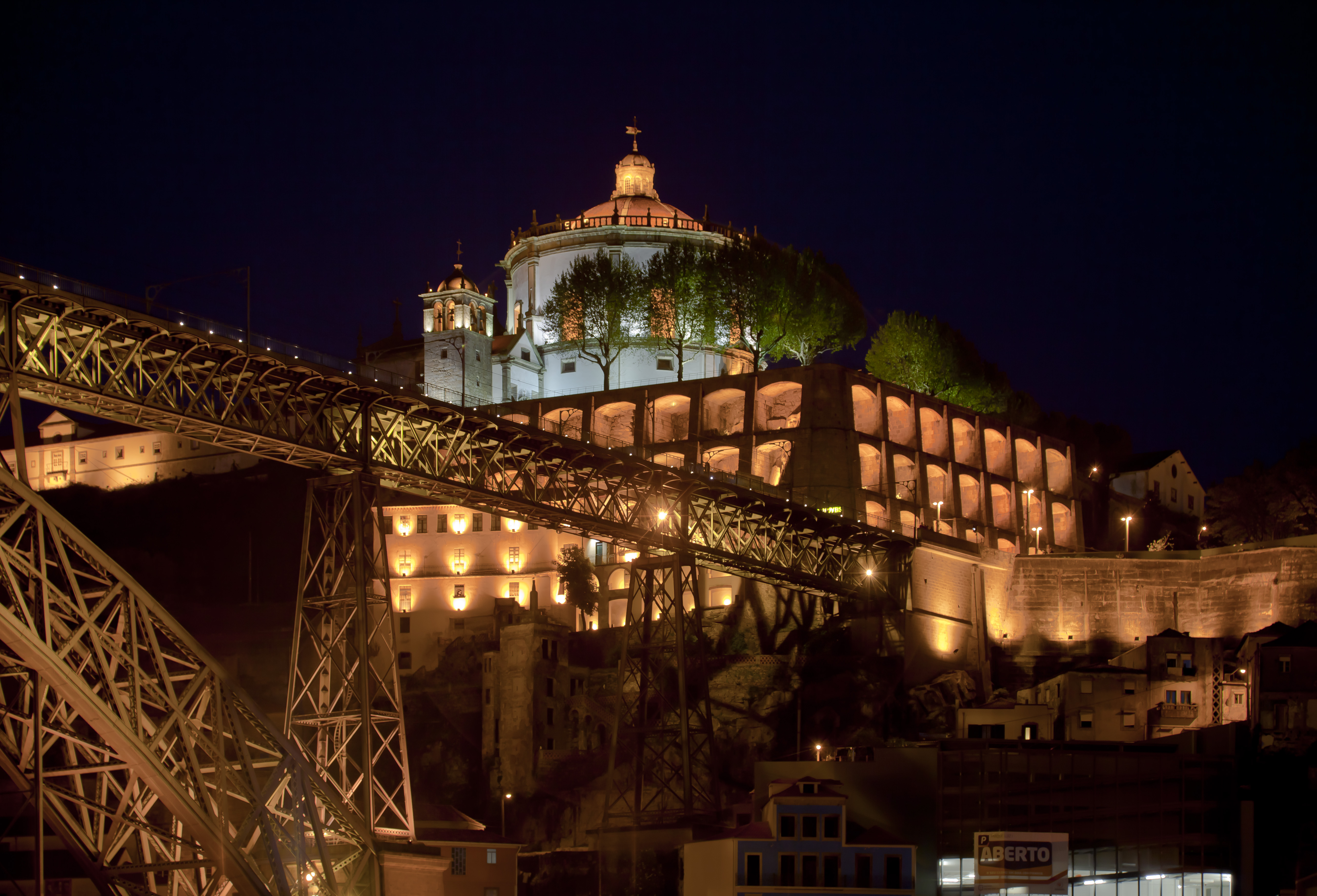
Serra do Pilar.